# Berens River 13
Pour les articles homonymes, voir Berens River.
Berens River 13 est une réserve indienne de la Première Nation de Berens River au Manitoba au Canada.

## Géographie
Berens River 13 est située près de l'embouchure de la rivière Berens sur la côte est du lac Winnipeg au Manitoba. Elle est située à 273 km au nord de Winnipeg. La réserve couvre une superficie de 2 546,9 hectares.

## Démographie
Selon le recensement de 2011 de Statistiques Canada, Berens River 13 a une population de 1 028 habitants et en avait 739 en 2006. L'âge médian de la population y est de 21,6 ans. La réserve comprend un total de 1 025 logements privés. Les langues maternelles de la population sont réparties à peu près également entre l'ojibwé et l'anglais avec une faible majorité pour l'ojibwé. Presque toute la population maîtrise l'anglais

### Sources en lignes
- Carte de la subdivision de recensement de Berens River 13 par Statistiques Canada
- Profil du recensement de 2011 par Statistiques Canada
- Détails de la réserve par Affaires autochtones et Développement du Nord Canada